# Complexo Desportivo Municipal de Estômbar
Complexo Desportivo Municipal de Estômbar ou Parque Desportivo Municipal de Estômbar é um estádio recém remodelado situado a sudeste da vila de Estômbar, Lagoa.
Usado grande parte da sua existência pela equipa da Sociedade Recreativa Boa União Parchalense, ainda nas infraestruturas antigas de campo pelado, o complexo é agora habitado pelo Clube de Futebol Os Estombarenses, desde 2006.
Tendo recebido obras de remodelação em 2004 pela autarquia, o complexo possui agora um relvado sintético, gaviola de treino específico, balneários, rega automática, bancadas com capacidade para 2500 lugares sentados, iluminação, além de infraestruturas de apoio para a logística e manutenção.